# Fare paa Færde
Fare paa Færde er en dansk kortfilm fra 1930 instrueret af Frederik Andersson og efter manuskript af Valdemar Andersen.

## Medvirkende
- Christian Arhoff, Peter
- Kirsten Nellemose, Lotte